# Henok Mulubrhan
Henok Mulubrhan (ur. 11 listopada 1999 w Asmarze) – erytrejski kolarz szosowy.

## Osiągnięcia
Opracowano na podstawie:

2018
- 1. miejsce w klasyfikacji górskiej Tour de l'Espoir
  - 1. miejsce na 4. etapie
- 1. miejsce w Africa Cup (jazda drużynowa na czas)

2021
- 2. miejsce w Giro del Medio Brenta

2022
- 1. miejsce w mistrzostwach Afryki (jazda drużynowa na czas)
- 2. miejsce w mistrzostwach Afryki (jazda indywidualna na czas)
- 1. miejsce w mistrzostwach Afryki (start wspólny)

2023
- 1. miejsce w Tour du Rwanda
  - 1. miejsce na 3. i 8. etapie
- 3. miejsce w Giro dell’Appennino

## Rankingi
| Rok             | 2018 | 2019 | 2020 | 2021 | 2022 | 2023 | 2024 |
| --------------- | ---- | ---- | ---- | ---- | ---- | ---- | ---- |
| World Ranking   | 792. | 424. | 412. | 638. | 155. | 107. | 180. |
| UCI Africa Tour | 20.  | 17.  | 11.  | 22.  | 4.   | 1.   | 2.   |
|                 |      |      |      |      |      |      |      |
| Źródło: UCI     |      |      |      |      |      |      |      |